# Cyrtopodion montiumsalsorum
Cyrtopodion montiumsalsorum là một loài thằn lằn trong họ Gekkonidae. Loài này được Annandale mô tả khoa học đầu tiên năm 1913.

## Hình ảnh

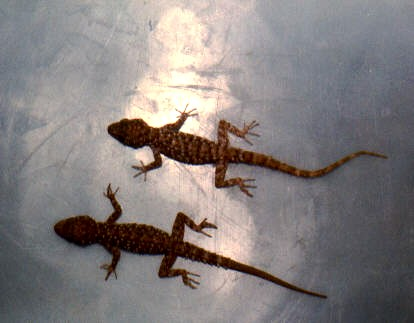